# Manuel Antonio de Almeida
Manuel Antônio de Almeida (Rio de Janeiro, 19 novembre 1830 – Macaé, 28 novembre 1861) è stato uno scrittore brasiliano.
Il suo romanzo Memórias de um sargento de milícias (1854) gli garantì una grande fama.

## Biografia
Figlio del tenente Antônio de Almeida e di Josefina Maria de Almeida. Suo padre morì quando Manuel Antônio aveva solo dieci anni. Nel 1855 si laureò in medicina ma non esercitò mai la professione, lavorando come giornalista e scrittore per ragioni economiche. Divenne redattore del giornale Correio Mercantil, nel quale pubblico a puntate il romanzo Memórias de um sargento de milícias, dal 1852 fino al 1853. 
Nel 1858 divenne presidente della Tipografia Nazionale Brasiliana dove conobbe Joaquim Maria Machado de Assis, che lì lavorava come apprendista tipografo.
Morì nel 1861 mentre stava iniziando una carriera politica, a causa di un incidente navale.